# ديفيد بيتان
ديفيد بيتان (بالعبرية: דוד ביטן، من مواليد 8 أبريل 1960) هو محام وسياسي إسرائيلي.